# Fritz Bürkle (Wasserbauingenieur)
Fritz Bürkle (* 1. Februar 1919 in Stuttgart; † 23. Februar 2013) war ein deutscher Wasserbauingenieur.

## Leben
Nach dem Kriegsdienst im Zweiten Weltkrieg, bei dem er schwere Verwundungen erlitt, setzte Bürkle sein Studium des Bauingenieurwesens an der Technischen Hochschule Stutrtgart fort. Nach dem Studienabschluss begann er 1949 seinen Vorbereitungsdienst bei der Wasserwirtschaftsverwaltung Baden-Württemberg. 1952 bestand er das Staatsexamen und wurde zum Regierungsbaumeister (Assessor in der öffentlichen Bauverwaltung) ernannt. Von 1953 bis 1970 leitete er das Wasserwirtschaftsamt Künzelsau und von 1970 bis 1980 das Wasserwirtschaftsamt Besigheim. 1980 ging er wegen seiner schweren Kriegsverletzungen in den vorzeitigen Ruhestand.
Schon während seiner Berufstätigkeit engagierte sich Bürkle im Natur- und Umweltschutz, er gehörte zu den Begründern der Ingenieurbiologie. Für viele Jahre war er Referent beim Landesnaturschutzverband Baden-Württemberg. Er pflegte enge Kontakte zu privaten Naturschutz-Organisationen. Seine Anliegen waren eine ökologische Wasserwirtschaft, Schutz und Renaturierung der Gewässer und der sie umgebenden Landschaft, Schutz des Grundwassers und der Denkmalschutz. Diese Anliegen vertrat er in zahlreichen Publikationen. Außerdem leitete er viele Exkursionen und Führungen, besonders im Großraum Stuttgart, bei denen er die Teilnehmer für die Problematik des Gewässerschutzes interessierte und sensibilisierte. Die Denkmalpflege unterstützte er auch mit privaten Spenden.
Bürkle war verheiratet und hatte mehrere Kinder und Enkel. Seine letzten Lebensjahre verbrachte er zusammen mit seiner Ehefrau auf dem Loretto-Hof in Zwiefalten-Sonderbuch am Rande der Schwäbischen Alb. Die beiden Töchter betrieben dort eine ökologische Landwirtschaft mit Hofladen, Holzofenbäckerei, Ziegenzucht mit Ziegenkäse-Zubereitung.
Bürkle wurde am 4. März 2013 auf dem Pragfriedhof in Stuttgart beerdigt.

## Mitgliedschaften und Auszeichnungen
- Bürkle war seit 1940 Mitglied des Schwäbischen Heimatbundes (SHB). Er arbeitete dort seit 1983 im  Ausschuss für Naturschutz und Umwelt mit. 1999 wurde er zum Ehrenmitglied des SHB ernannt.[3]
- 2009 wurde Bürkle zum Ehrenmitglied der Deutschen Wasserhistorischen Gesellschaft ernannt.
- Bürkle erhielt die Staatsmedaille in Silber der Landesregierung und des Landwirtschaftsministeriums Baden-Württemberg und den Wasserwirtschaftspreis des Wasserwirtschaftsverbandes Baden-Württemberg.[2]

## Schriften
- (zusammen mit Adolf Rieth): Die Hermuthäuser Fischweiher im Wandel der Zeit. Die Einsiedelei auf dem Bromberg. In: Schwäbische Heimat, Zeitschrift zur Pflege von Landschaft, Volkstum, Kultur, Jahrgang 1976, Heft 4.
- (zusammen mit Harald Buck, Claus Ganzhorn, Gerhard Weiser): Ökologische Untersuchungen an der ausgebauten unteren Murr. Landkreis Ludwigsburg 1977–1982. Landesanstalt für Umwelt, Messungen und Naturschutz Baden-Württemberg, Stuttgart 1985, ISBN 3-88251-092-7.
- Karl August Friedrich von Duttenhofer (1758–1836). Pionier des Wasserbaus in Württemberg. (= Veröffentlichungen des Archivs der Stadt Stuttgart, Band 41.) Klett-Cotta, Stuttgart 1988, ISBN 3-608-91521-4.
- Der Neckar und Freiberg im Wandel der Zeit. (hrsg. von der Stadt Freiberg am Neckar) Freiberg am Neckar 1989.
- (zusammen mit Ottfried Arnold, Harald Buck): Ökologische Untersuchungen an der ausgebauten unteren Murr. Landkreis Ludwigsburg 1983–1987. Landesanstalt für Umwelt, Messungen und Naturschutz Baden-Württemberg, Stuttgart 1991, ISBN 3-88251-169-9.
- (zusammen mit Hans Schaal †): Vom Wasser- und Kulturbau zur Wasserwirtschaftsverwaltung in Baden-Württemberg. 200 Jahre Wasserwirtschaft im Südwesten Deutschlands. Landesanstalt für Umweltschutz, Karlsruhe 1993, ISBN 3-88251-197-4.